# Elecciones generales de Granada de 2022
Las elecciones generales de Granada de 2022 tuvieron lugar el 23 de junio del mencionado año con el objetivo de renovar los 15 escaños de la Cámara de Representantes, en base a cuya composición se integró el Senado, configurando el Parlamento para el período 2022-2027. Fueron las décimas elecciones generales desde la independencia granadina, y las decimoséptimas desde la instauración del sufragio universal. Se realizaron con más de diez meses de anticipación después de que la Gobernadora General Cécile La Grenade disolviera el Parlamento por petición del gobierno de Keith Mitchell el 16 de mayo.
Se trató de las primeras elecciones desde el estallido de la pandemia global de COVID-19 en 2020. Mitchell buscó un sexto mandato como primer ministro (el tercero consecutivo), pero anunció que esta sería su última elección líder del Nuevo Partido Nacional (NNP), y que tenía la intención de dimitir para garantizar una renovación de liderazgo durante algún momento del mandato posterior. El opositor Congreso Nacional Democrático (NDC), que se encontraba fuera del Parlamento desde 2013, eligió al abogado Dickon Mitchell (sin relación con Keith Mitchell) como su nuevo líder y candidato a fines de octubre de 2021, luego de la renuncia de Franka Bernardine por motivos de salud. Otras fuerzas políticas menores presentaron candidatos, incluyendo el Partido Laborista Unido de Granada (GULP), dominante entre 1967 y 1979, que volvió a disputar una elección por primera vez en catorce años bajo el liderazgo de Geoffrey Preudhomme, hijo del exviceprimer ministro Herbert Preudhomme.
El gobierno del NNP fue cuestionado por la controvertida judicialización de su reforma a la ley de pensiones, las críticas al debilitamiento percibido en la democracia granadina luego de casi diez años del partido controlando todos los escaños parlamentarios, y el desgaste de la imagen del propio Keith Mitchell después de décadas de liderazgo en contraposición con la imagen «juvenil» del nuevo liderazgo opositor. En ese contexto, el NDC logró una sorpresiva victoria con el 51,84% del voto popular y una mayoría absoluta de nueve escaños, contra el 47,76% del NNP, que retuvo los seis escaños restantes. Varios ministros del gobierno saliente no lograron ser reelectos. Los demás partidos sumaron 241 votos exactos, con una participación del 70,32% del electorado registrado. El NNP reconoció la derrota, y Dickon Mitchell asumió como nuevo primer ministro al día siguiente de la elección, convirtiéndose en el primer jefe de gobierno granadino nacido después de la independencia, y el más joven desde Maurice Bishop.

## Antecedentes
Tras las elecciones parlamentarias de 2013 y de 2018, el Nuevo Partido Nacional (NNP) obtuvo la totalidad de los escaños de la Cámara de Representantes del Parlamento de Granada relegando al Congreso Nacional Democrático (NDC) a la oposición extraparlamentaria. El líder del NNP, Keith Mitchell, ocupó más tarde el cargo del primer ministro.
Después de la nueva derrota de su partido en 2018, el dirigente del NDC, Nazim Burke, presentó su dimisión. Le sucedió como líder Dickon Mitchell el 31 de octubre de 2021 tras una elección interna en el partido.
Con una edad de 75 años y tras haber estado en el poder en dos periodos, el primero de 1995 a 2008 y el segundo desde 2013, Keith Mitchell anunció su intención de retiro de la política a comienzos de 2022 diciendo que su retiro se daría «en un futuro inmediato». Siguiendo el anuncio de Mitchell, se comenzaron a pedir elecciones internas en el partido para decidir al sucesor del veterano político granadino. También poco después comenzaron a darse voces pidiendo la convocatoria de elecciones anticipadas, algo a lo que inicialmente Mitchell se negaba, asegurando que confiaba en que su partido ganaría las elecciones de 2023 ya con su sucesor.
Sin embargo, los reclamos por las elecciones continuaban, además de comenzar a anunciarse ya los candidatos de las quince circunscripciones por parte del resto de los partidos del país. Finalmente, el 14 de mayo de 2022, el Primer Ministro anunció que convocaría elecciones anticipadas para el 23 de junio del presente año, lo que la Gobernadora General, Cécile La Grenade, con poderes honorarios, confirmó y ratificó. El Primer Ministro reafirmó su intención de retirarse de la vida política, pero sin anunciar una fecha concreta más que sería después de las elecciones parlamentarias.

## Sistema electoral
Las elecciones se realizaron bajo la constitución de 1974 y la ley electoral de 1958. Bajo sus disposiciones, Granada es una monarquía constitucional parlamentaria en el marco de la Mancomunidad de Naciones, con Isabel II del Reino Unido como jefa de estado, representada localmente por un Gobernador General con poderes ceremoniales. El jefe de gobierno es el primer ministro, designado por el Gobernador General sobre la base de quien goce de confianza parlamentaria. El Parlamento está constituido en base al modelo Westminster y está compuesto por la Cámara de Representantes de 15 escaños directamente electa y el Senado de 13 escaños designado en base a la conformación del gobierno. El mandato máximo del Parlamento es de cinco años, pero en cualquier momento del período constitucional el Gobernador General por consejo del primer ministro puede disolverlo anticipadamente y convocar a elecciones generales.
Los 15 miembros de la Cámara de Representantes son elegidos por escrutinio mayoritario uninominal. El país se encuentra dividido en quince circunscripciones, cada una de las cuales es representada por un miembro del Parlamento. El candidato más votado en una circunscripción resulta electo. Si solo un candidato se presenta, se le considera debidamente elegido sin oposición y no se realiza votación alguna. El Senado es designado por el Gobernador General. Diez senadores son designados a propuesta del primer ministro (tres de los cuales deben ser elegidos teniendo en cuenta determinados intereses) y los tres restantes a propuesta del líder de la Oposición. Para postular una candidatura, los candidatos deben presentar el aval de seis electores registrados en la circunscripción que planean disputar, así como un depósito de 300EC$. Si no resulta electo pero supera el 12,5% de los votos válidos, el candidato recupera su depósito. Caso contrario, este será entregado al estado.

## Campaña
Para estos comicios, un total de 41 candidatos se presentaron a través de cinco partidos políticos y una candidatura independiente, Winston Earl Frederick, para ser elegibles en las elecciones.
Tan sólo los dos grandes partidos, el NNP y el NDC presentaron candidatos en las 15 circunscripciones electorales. El resto de partidos presentaron candidatos tan solo en alguna de ellas, presentando 4 candidatos el GULP y 3 cada uno por parte de ILP y GRP. En el caso del candidato independiente se presentó en el distrito de Saint Patrick Oeste.

### Eslóganes de las candidaturas
Durante la campaña, cuatro de los cinco partidos usaron varios eslóganes electorales:
- NNP: «Safer Hands!» (en inglés: ¡[Las] manos más seguras!) y «Expandign the Empowerment Agenda» (Expandiendo la agenda de empoderamiento)
- NDC: «Transforming Grenada!» (¡Transformando Granada!) y «Let's Move Grenada Forward» (Hagamos avanzar a Granada)
- GULP: «GULP to the Rescue» (GULP al rescate) e «Independence. Justice. Development» (Independencia. Justicia. Desarrollo)
- IFP: «The Eyes Have It» (Los ojos lo tienen)

## Votación
El día de la votación, 87 794 personas estaban llamadas a las urnas al estar correctamente registradas en el censo electoral granadino. De todos los convocados, los primeros en tener opción para votar fueron los 914 oficiales de la Policía Real de Granada, que pudieron votar el lunes 20 de junio, dado que la mayoría de ellos se encargarían de la seguridad el día de la votación, lo que les impediría votar con el resto del censo.
El supervisor gubernamental de las elecciones fue Elvis Morain. A él se sumó un equipo de observadores de la Comunidad del Caribe (CARICOM) para velar porque las elecciones fuesen justas, imparciales y con observadores internacionales.

## Resultados

### Nivel general
|  | 51.84 % |

|  | 47.76 % |

|  | 0.11 % |

|  | 0.10 % |

|  | 0.05 % |

|  | 0.14 % |

|  | 99.49 % |

|  | 0.51 % |

|  | 100.00 % |

|  | 70.32 % |

### Resultados por circunscripción
|  | 51.98 % |

|  | 48.02 % |

|  | 99.44 % |

|  | 0.56 % |

|  | 100.00 % |

|  | 69.81 % |

|  | 53.89 % |

|  | 45.87 % |

|  | 0.24 % |

|  | 99.83 % |

|  | 0.17 % |

|  | 100.00 % |

|  | 75.92 % |

|  | 51.79 % |

|  | 48.21 % |

|  | 99.59 % |

|  | 0.41 % |

|  | 100.00 % |

|  | 76.69 % |

|  | 53.28 % |

|  | 46.72 % |

|  | 99.50 % |

|  | 0.50 % |

|  | 100.00 % |

|  | 73.35 % |

|  | 55.54 % |

|  | 44.46 % |

|  | 99.43 % |

|  | 0.57 % |

|  | 100.00 % |

|  | 72.36 % |

|  | 61.53 % |

|  | 38.22 % |

|  | 0.25 % |

|  | 99.79 % |

|  | 0.21 % |

|  | 100.00 % |

|  | 72.86 % |

|  | 54.31 % |

|  | 45.69 % |

|  | 99.39 % |

|  | 0.61 % |

|  | 100.00 % |

|  | 65.11 % |

|  | 59.99 % |

|  | 39.74 % |

|  | 0.27 % |

|  | 99.59 % |

|  | 0.41 % |

|  | 100.00 % |

|  | 69.75 % |

|  | 74.10 % |

|  | 25.90 % |

|  | 99.63 % |

|  | 0.37 % |

|  | 100.00 % |

|  | 66.05 % |

|  | 57.54 % |

|  | 42.29 % |

|  | 0.17 % |

|  | 99.76 % |

|  | 0.24 % |

|  | 100.00 % |

|  | 64.37 % |

|  | 55.96 % |

|  | 43.09 % |

|  | 0.84 % |

|  | 0.11 % |

|  | 99.79 % |

|  | 0.21 % |

|  | 100.00 % |

|  | 70.20 % |

|  | 49.87 % |

|  | 49.71 % |

|  | 0.42 % |

|  | 99.55 % |

|  | 0.45 % |

|  | 100.00 % |

|  | 69.83 % |

|  | 59.20 % |

|  | 40.07 % |

|  | 0.73 % |

|  | 99.40 % |

|  | 0.60 % |

|  | 100.00 % |

|  | 67.69 % |

|  | 51.85 % |

|  | 47.50 % |

|  | 0.65 % |

|  | 99.71 % |

|  | 0.29 % |

|  | 100.00 % |

|  | 71.30 % |

|  | 52.64 % |

|  | 44.46 % |

|  | 2.62 % |

|  | 0.27 % |

|  | 99.73 % |

|  | 0.27 % |

|  | 100.00 % |

|  | 70.43 % |